# Abacie

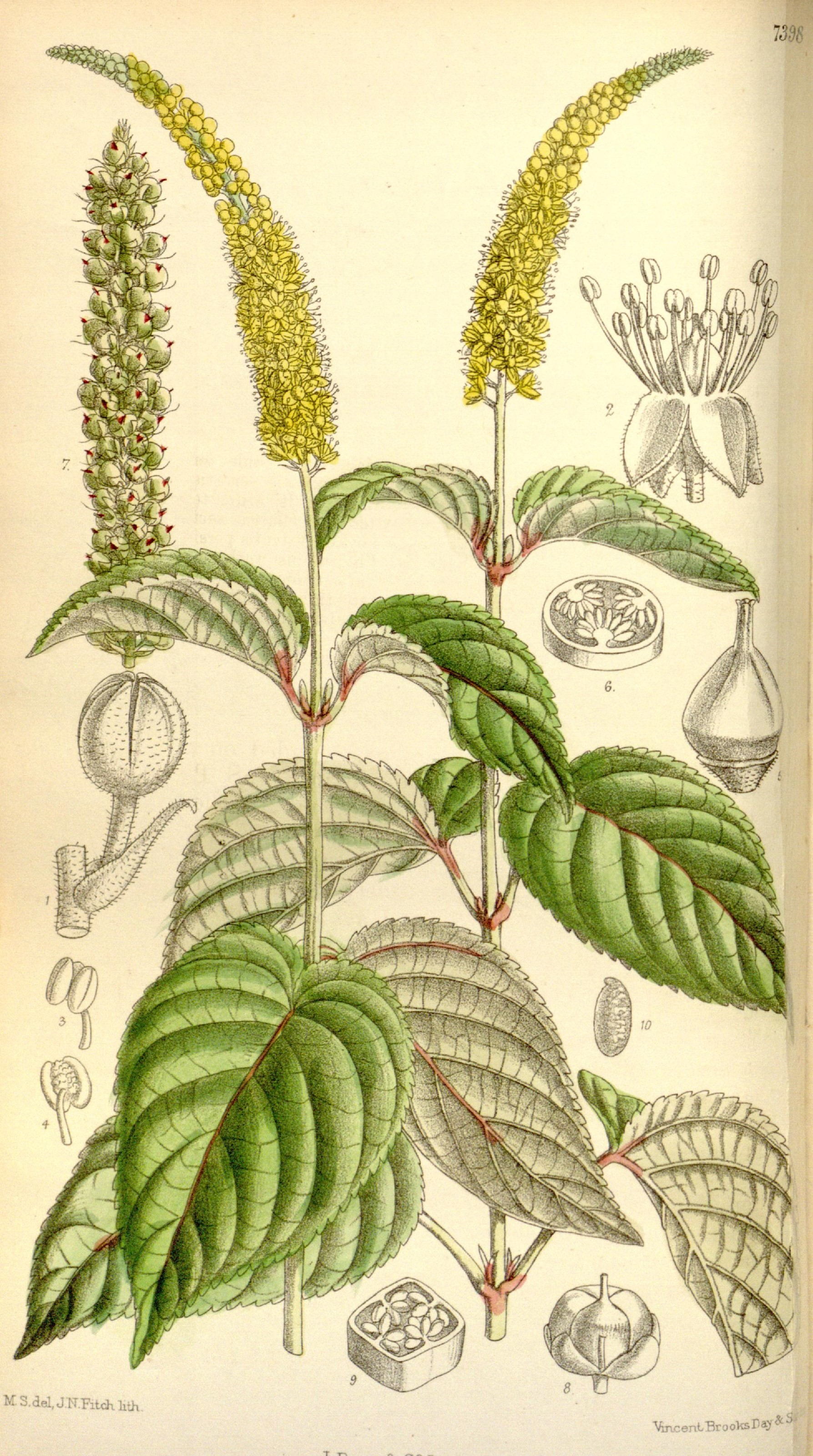
Ilustrace Abatia angeliana

Abacie (Abatia) je rod rostlin z čeledi vrbovité. Jsou to keře s jednoduchými vstřícnými listy a žlutými bezkorunnými květy v hroznovitých květenstvích. Plodem je tobolka. Rod zahrnuje 10 druhů, rozšířených v Latinské Americe.

## Popis
Abacie jsou keře se vstřícnými jednoduchými listy bez palistů.
Květy jsou žluté, středně velké, uspořádané v hroznech.
Kalich je čtyř nebo pětičetný, zakončený zuby. Koruna chybí.
Tyčinek je mnoho, mají tenké nitky a krátké prašníky.
Semeník obsahuje jedinou komůrku nebo je neúplně rozdělený na dvě komůrky. Na vrcholu semeníku je jediná nevětvená čnělka.
Plodem je kulovitá pukavá tobolka, nesoucí na bázi zbytky vytrvalého kalicha.
Semena jsou drobná, na hřbetě kýlnatá až křídlatá.

## Rozšíření
Rod abacie zahrnuje 10 druhů. Je rozšířen výhradně v Latinské Americe. Rod má v zásadě dvě oblasti rozšíření. Část druhů se vyskytuje na západě Jižní Ameriky v oblasti od Kolumbie po severozápadní Argentinu, druh Abatia parviflora je udáván i z Kostariky. Druhé centrum rozšíření je v jihovýchodní Brazílii s přesahem do jižní Brazílie a Argentiny (Abatia angeliana). Druh Abatia mexicana je endemit Mexika.

## Taxonomie
Rod Abatia je v rámci čeledi Salicaceae řazen do tribu Abatieae, který obsahuje tento jediný rod. V minulosti byl rod Abatia řazen do čeledi Flacourtiaceae, která byla v systému APG na základě výsledků fylogenetických studií zcela zrušena a rody byly rozřazeny do jiných čeledí.

## Význam
Listy druhů Abatia parviflora a Abatia rugosa jsou v Peru tradičním zdrojem černého barviva.